# Carlo Gentile
Carlo Gentile (Napoli, 1835 – Chicago, 27 ottobre 1893) è stato un fotografo italiano, emigrato negli Stati Uniti, noto per i suoi pionieristici studi di documentazione etnografica sui nativi americani.

## Biografia

### Da Napoli al Nuovo Mondo
Carlo Gentile nasce a Napoli nel 1835. La famiglia, benestante, gli offre agio ed educazione.
Attorno al 1856 Gentile lascia l'Italia; non è chiaro se per spirito di avventura o, più probabilmente, per motivi politici, legati alle sue simpatie per la causa risorgimentale (Napoli è ancora parte del Regno delle Due Sicilie). Dopo aver visitato l'Australia, i Caraibi e il Sud America, Gentile giunge a San Francisco in California, dove ha inizio la sua attività di fotografo. Nel 1862-66 Gentile si trasferisce a Victoria (Canada). Con il soggiorno canadese nasce il suo interesse, insieme etnografico e commerciale, nel fotografare i nativi americani e documentare i loro costumi. Da questo momento in poi questa sarà l'attività caratterizzante di tutta la sua vita. A metà settembre 1866 Gentile programma di tornare in Europa, ma la perdita del bagaglio contenente le sue fotografie lo costringe a cambiare i suoi piani. Decide invece di rientrare a San Francisco e di espandere la sua attività di documentazione della vita dei nativi americani con viaggi nella California del Sud e in Arizona.

### L'incontro con Carlos Montezuma
Nell'ottobre 1871, mentre si trova di passaggio ad Adamsville, AR è coinvolto in un evento che avrà profonde ripercussioni nella sua vita. Nel piccolo e sperduto villaggio arriva una banda di predoni indiani Pima con alcuni bambini Apache da loro rapiti con la violenza alle loro famiglie per essere barattati in cambio di denaro o cavalli. Commosso dalla sorte di quei piccoli, Gentile si offre non solo di pagare i 30 dollari d'argento richiesti per un bambino di cinque anni di nome Wassaja, ma decide di adottarlo come suo figlio. Il bambino crescerà a diventare il celebre Dr. Carlos Montezuma, medico ed attivista per i diritti civili dei nativi americani, e uno dei membri fondatori della Società degli Indiani d'America.
Negli anni successivi, Gentile e il suo figlio adottivo viaggiano in Arizona, Nuovo Messico e Colorado. Per qualche mese, nel 1872-73, si uniscono addirittura alla compagnia teatrale di Ned Buntline, Buffalo Bill, Texas Jack Omohundro, e Giuseppina Morlacchi. Wassaja appare sotto il nome di Azteka, l'Apache figlio di Cochise come interprete dell'azione scenica The Scouts of the Prairie in città come Chicago, St. Louis, Cincinnati, Louisville, Cleveland e Pittsburgh, mentre Gentile produce e vende foto promozionali dei membri del cast. Nei suoi viaggi Gentile continua a raccogliere una quantità enorme di materiale fotografico di grande rilevanza etnografica sui nativi americani, che fanno di lui uno dei pionieri della ricerca nel settore in America.
Padre e figlio risiedono a Chicago e quindi a New York dove Gentile pone in vendita con successo le fotografie raccolte nei suoi viaggi etnografici. Ancora una volta Gentile progetta il suo rientro in Europa, ma la perdita del suo intero archivio fotografico in seguito ad un incendio del suo negozio nel 1877 lo costringe a riprendere i suoi viaggi di esplorazione fotografica e tornare l'anno successivo a Chicago.

### Il soggiorno a Chicago
Nonostante il travaglio della sua esperienza di vita e l'irregolare frequenza scolastica, il dodicenne Carlos Montezuma ha rivelato una predisposizione naturale per gli studi e una sete di sapere che Gentile si rende conto di non poter soddisfare con le sole sue forze. Ricorre così  all'aiuto del reverendo George W. Ingalls dell'Indian Department of the American Baptist Home Mission. Due anni più tardi, a soli 14 anni, Carlos è ammesso a frequentare la Università dell'Illinois, primo passo di una brillante carriere che lo porterà a laurearsi in medicina nel 1889 presso la Chicago Medical School della Northwestern University, primo nativo americano ad ottenere questo traguardo in una università americana.
Nel frattempo Gentile si dedica a far rivivere la sua attività come fotografo ed editore a Chicago. Apre una galleria fotografica e d'arte, che ben presto si guadagna un'ottima reputazione all'interno della comunità d'affari di Chicago. Nel 1884 lancia una sua rivista di fotografia,The Eye, che dirigerà fino alla sua morte. Non cessa di viaggiare per raccogliere nuovo materiale fotografico sui nativi americani.
Gentile è anche molto attivo all'interno della crescente comunità italiana di Chicago. Nel 1886 sostiene Oscar Durante nella creazione della rivista L'Italia e nel 1887-88, pubblica (con Giuseppe Ronga) la rivista bilingueIl Messaggero Italo-Americano.  La Colonia (1889-1892) è il suo ultimo progetto editoriale rivolto agli italiani di Chicago. Gentile si batte contro i pregiudizi e le discriminazioni, invitando nel contempo la comunità italiana ad organizzarsi ed essere unita per far valere i propri diritti.
Gentile muore il 27 ottobre 1893 a Chicago, Illinois. Sarà l'allora dottor Carlos Montezuma a prendersi cura della vedova e del figlio di Gentile (un bambino di 6 anni, anch'egli chiamato Carlos), fino al loro trasferimento in California nel 1896.